# Praga XE-II
Praga XE-II (іноді Aero XE-II) — легкий одномоторний експериментальний гелікоптер, створений в Чехословаччині в 1949 році. Був виготовлений лише один прототип, який розбився 1952 року під час випробувань. 

## Історія
Ярослав Шлехта — чехословацький авіаційний інженер, який на початку своєї діяльності займався конструюванням планерів і літаків. Під час другої світової війни, співпрацював з німцями і як досвідчений інженер був направлений на авіаційний завод у Галле, де протягом 1942-1943 років брав участь у виробництві німецьких гелікоптерів Fa 223. По завершенню війни, завдяки досвіду набутому в Германії, Ярослав Шлехта був включений до групи інженерів, яким доручили добудувати два гелікоптера Fa 223, які дістались Чехословаччині в якості трофейних. До кінця 1947 ці машини були добудовані, отримали назву VR-1. Паралельно з цим конструктор плекав плани створення гелікоптерів власної конструкції. Першим проєктом гелікоптера власної конструкції був Praga XE-I (Praga I Exp), який планувалося оснастити двома перехрещеними несучими гвинтами, і двигуном Praga M-197 потужністю 100 кінських сил.

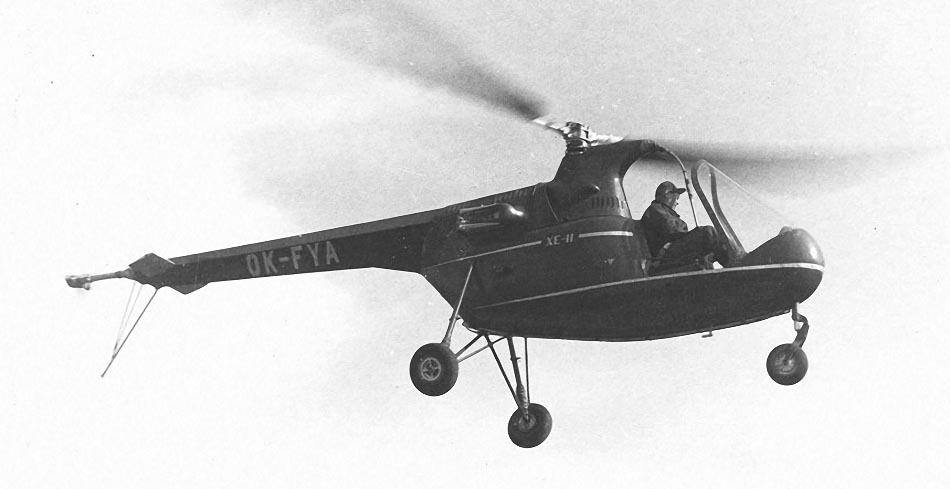
Praga XE-II D в польоті

Попередній проєкт, Praga XE-I так і не був реалізований, проте він став відправною точкою для подальших розробок. Починаючи з 1946 року, Ярослав Шлехта відмовляється від концепції перехрещених гвинтів, і зосереджує свої зусилля на найбільш розповсюдженій схемі гелікоптерів, з одним несучим і одним кермовим гвинтом. Впродовж 1946-1947 років двигун Praga D дуже часто можна було почути у Малешіце, де він був встановлений на спеціальній вежі, випробовуючи різні варіанти роторів. Конструктори працювали над удосконаленням елементів управління лопатями і площиною ротора. Результатом цих робіт став експериментальний одномісний гелікоптер Praga XE-II, перший прив'язаний політ якого відбувся 14 грудня 1949 року. А вже 23 серпня 1950 року, пілот Франтішек Янча виконав на цій машині перший повноцінний політ. А 2 лютого 1951 року, гелікоптер отримав реєстраційний номер OK-FYA і перейшов у власність міністерства шляхів сполучення Чехословаччини.
16 травня 1952 року поблизу аеропорту міста Хрудім, на околиці села Врча, єдиний прототип Praga XE-II розбився, пілот-випробувач Франтішек Янча загинув. Аварія сталася приблизно через хвилину після зльоту, на висоті близько 150 метрів відламався штифт кермового гвинта через що одна з його лопатей від'єдналася від гвинта. Гелікоптер почав обертатися навколо своєї вертикальної осі, при цьому розгойдуючись і одночасно втрачаючи висоту. Пілот вистрибнув на висоті близько 50 метрів застосувавши рятувальний парашут, проте парашуту не вистачило висоти для того щоб розкритися.

## Загальний опис
Вертоліт був доволі простої конструкції, фюзеляж являв собою просторовий каркас зварений зі сталевих труб. На каркасі було закріплено нерухоме триколісне шасі, місце пілота, двигун і редуктор позаду пілота і повітряні гвинти, один несучий, один кермовий. Спочатку каркас був взагалі відкритим і лиш згодом після чергової модифікації, починаючи з версії XE-II D, каркас обтягнули брезентом. Несучий і кермовий повітряні гвинти, мали дволопатеву конструкцію.

### Основні характеристики

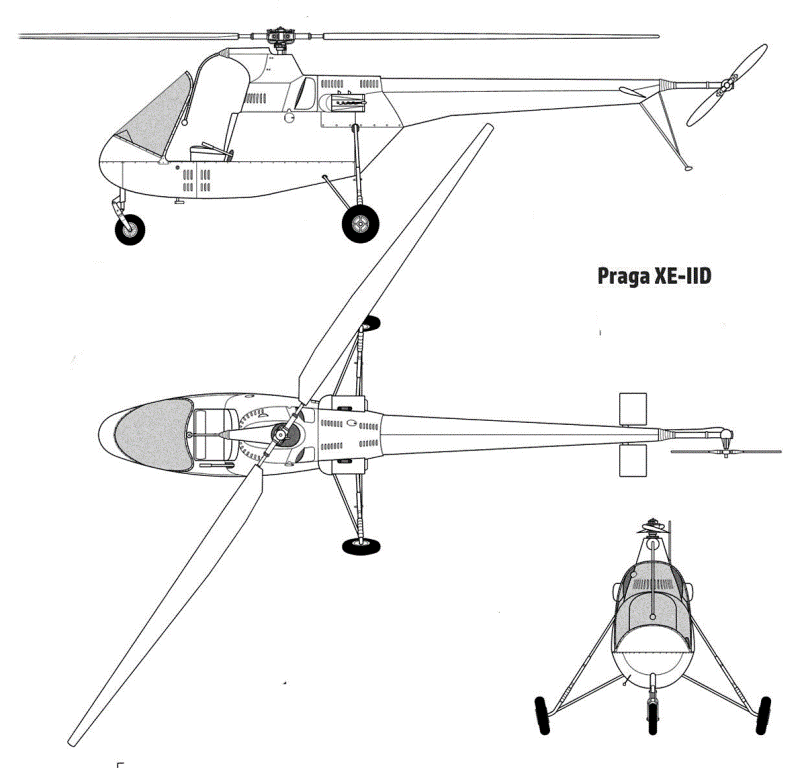
Схематичне зображення Praga XE-II D

- Екіпаж: 1
- Довжина: 10,50 м
- Висота: 3,52 м
- Ширина: 3,40 м
- Вага порожнього: 320 кг
- Максимальна злітна вага: 450 кг
- Двигун: Praga DH[cs]
- Несучий гвинт: 8,8 м
- Кермовий гвинт: 1,3 м

### Льотні характеристики
- Максимальна швидкість: 120 км/год
- Крейсерська швидкість: 105 км/год
- Практична стеля: 2500 м
- Швидкопідйомність: 3 м/с
- Дальність польоту: 280 км

## Модифікації
Був виготовлений лише один прототип Praga XE-II, проте оскільки це була експериментальна машина, під час випробувань в конструкцію постійно вносили зміни, і кожна модифікація отримувала власне цифро-літерне позначення:
- LC-II — Перший експериментальний проект;
- XE-II — Основне позначення прототипу;
- XE-II A — Перший виготовлений прототип;
- XE-II B — Прототип із модифікованим важелем циклічного керування;
- XE-II C — Прототип з новою головкою ротора;
- XE-II D — Прототип із фюзеляжем, покритим брезентом;
- XE-II E — Прототип із стабілізатором нового типу;
- XE-II F — Прототип з новими лопатями несучого гвинта (згодом ці лопаті були застосовані для вертольотів Aero HC-2 Heli Baby).

## Підсумки проєкту
Praga XE-II приніс низку дуже цінних ідей і показав, що його концепція є найбільш ефективною на той період часу. На цій машині чехословацькі конструктори отримали неоціненний досвід, побудови вертольотів, і ще до завершення випробувань XE-II, конструкторська група Ярослава Шлехти, приступила до проєктування і будівництва нового серійного двомісного вертольота HC-2 Heli Baby.